# Michael C. Nolan
Michael C. Nolan (1963) è un astronomo statunitense.
Lavora allo studio dei corpi minori tramite osservazioni radar condotte dal radiotelescopio di Arecibo.
Il Minor Planet Center gli accredita la scoperta dell'asteroide 3932 Edshay effettuata il 27 settembre 1984 in collaborazione con Carolyn Shoemaker.
Gli è stato dedicato l'asteroide 9537 Nolan.